# Peribatodes perversaria
Peribatodes perversaria là một loài bướm đêm trong họ Geometridae.